# Pouteria opposita
Pouteria opposita är en tvåhjärtbladig växtart som först beskrevs av Adolpho Ducke, och fick sitt nu gällande namn av Terence Dale Pennington. Pouteria opposita ingår i släktet Pouteria och familjen Sapotaceae. Inga underarter finns listade i Catalogue of Life.